# Измайлов, Александр Алексеевич
Алекса́ндр Алексе́евич Изма́йлов (26 августа [7 сентября] 1873 — 16 марта 1921) — русский петербургский беллетрист и один из видных литературных критиков «Серебряного века» русской культуры, «царь всех пародистов» с обширной читательской аудиторией, которого в начале XX века знали почти все петроградские литераторы.

## Биография

### Детство и учёба
Сын диакона Смоленского православного кладбища. В рукописной автобиографии 1904 года писал, что его род по отцу исконно духовный (в книге Фидлера в 1911 уточнил генеалогию: духовный до прадеда), а по матери купеческий.
В семье очень любили читать, отец знал французский и немецкий языки и в его библиотеке книг на иностранных языках было больше, чем на русском; мать «до глубокой старости уделяла книге всё свободное время». Отец рано умер, его супруга осталась с четырьмя детьми и они испытали «самую настоящую нужду», но мать прилагала все усилия для интеллектуального развития детей и Саша рано освоил грамоту, полюбил чтение, потом стал пробовать сочинять — эти детские опыты не сохранились, поскольку автор их сознательно уничтожал, так что они остались только в виде воспоминаний. Уже с 12 лет Саша зарабатывал уроками.
В возрасте 7 лет Александр начинает учёбу в городской школе, а через 3 года поступает в «бурсу» — петербургское духовное училище, где стал испытывать сильное влечение к литературному искусству и начал пробовать себя в журналистике; как и во времена певца бурсы Н. Г. Помяловского, скончавшегося за 10 лет до рождения Измайлова, они с товарищами попробовали издавать рукописный журнал, но потерпели фиаско — и начальство училища не одобряло и среди авторов возникли разногласия, так что журнал закончился на втором номере; бурсацкая жизнь найдёт потом отражение в книге его рассказов — «В бурсе». Бурса тогда, в 1880-х гг., не была уже столь свирепой и жестокой, как при Помяловском, но «жестокость нравов» всё-таки присутствовала; тем не менее Измайлов, в отличие от Помяловского, примирился в своей душе с былым и в 1909 году в дни 100-летия Санкт-Петербургской семинарии вспоминал бурсацкую жизнь даже с благодарностью.

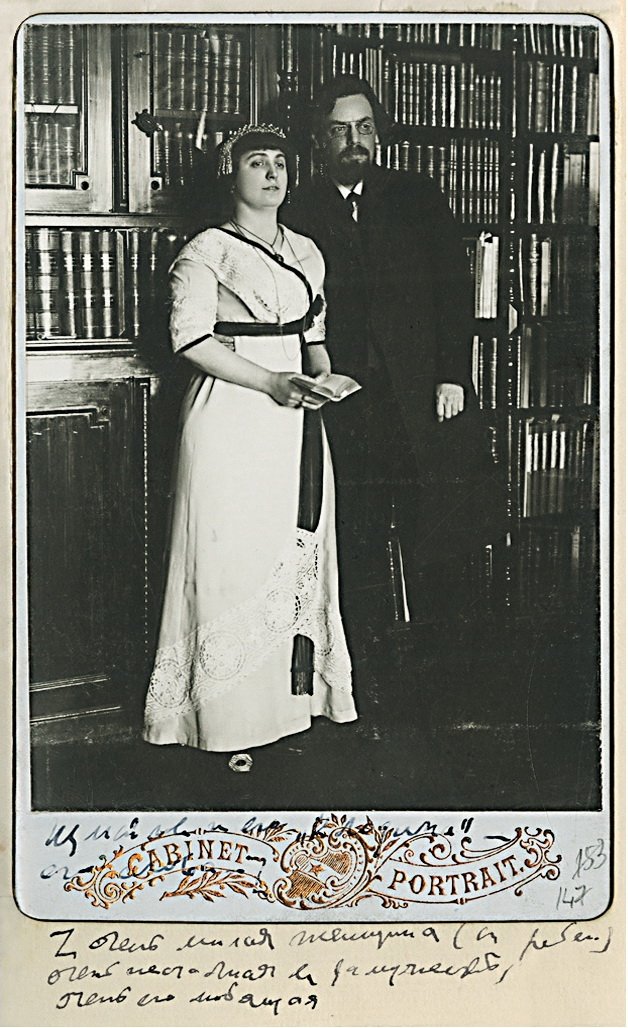
С женой Клавдией Владимировной, внизу запись В. В. Розанова: «Очень милая женщина … очень его любящая»

В 1893 году семинарское начальство «представило» его в Санкт-Петербургскую духовную академию (он был первым студентом курсового списка), после чего он успешно сдал экзамен и стал стипендиатом Академии, курс в которой окончил в 1897 году, защитив выпускное сочинение о нравах Константинополя и Антиохии в IV веке во времена Иоанна Златоуста, получил степень кандидата богословия с правом соискания степени магистра богословия «без нового устного испытания», но служению церкви себя не посвятил: отказался от духовной карьеры, о чём не жалел, при этом был человеком верующим. После Академии полтора года преподавал русский язык в Александро-Невском духовном училище.

### Литературная деятельность

#### Беллетрист и поэт
С 1895 г. его вещи стали принимать к публикации и он напечатал (частью под псевдонимом Смоленский) множество рассказов, повестей и стихотворений в «Живописном Обозрении», «Сыне Отечества», «Новостях», «Севере». По воспоминанию автора, его первым рассказом был «Детство Кузьки. (Первые страницы из книги жизни Кузьмы Популяндова)», напечатанный А. Е. Зариным в «Звезде» в 1905 году, а дебютом в печати — рассказ «Дамоклов меч», взятый А. К. Шеллером-Михайловым для публикации в журнале «Живописное обозрение».
Как беллетрист Измайлов известен рассказами небольшого объёма и повестями, издававшимися по отдельности, по мере написания. С 1901 года писатель стал группировать их в сборники: «Черный ворон» (1901; второе издание — 1903), «Рыбье слово» (1903), «В бурсе» (1903), «Осени мертвой цветы запоздалые» (1905). Критика заметила его творчество и особенно много рецензий появилось после выхода второго издания «Чёрного ворона» и вышеперечисленных вещей в 1903—1905 гг. Тональность оценки была скорее положительная. На поверхности лежало, что Измайлов продолжил темы Помяловского, Потапенко и Лескова. Сначала писатель изображал хорошо известных ему ещё с детства персонажей — священно- и церковнослужителей — сельских и городских, плутоватых и простодушных, изображал без желчи, но с симпатией и снисхождением. Уместное применение церковнославянизмов в бытовой мирской речи — например «мравий», «присноживопитание», «пенязи» — привносит дополнительную краску в его произведения. Некоторые аспекты русского странничества затронуты, например, в рассказе «Досифеев грех» из сборника «В бурсе».
Другие герои рассказов Измайлова-беллетриста — обычные честные труженики из народа, встречаются и маргиналы и новые социальные персонажи — хроникёры и газетчики в их поисках острых и «сенсационных» новостей, желательно скандализированных. Иногда затрагивалась тема любви в чеховской манере стилистики, но с привнесёнными приёмами импрессионизма, характерными для эпохи Измайлова. Стилистическая связь письма и героев с Чеховым отмечалась критиками.
Место действия произведений — обычно провинция или «маргинальные городские топосы» — как минимум один из таких «топосов» ему был хорошо знаком — кладбищенский «комплекс»: Смоленское православное кладбище с его храмами и часовнями и прилегающими территориями, кухмистерскими, монументными лавками и нищими, а через реку Смоленку — лютеранское кладбище и рядом, к западу — кладбище армянское с церковью. Тем более что и жил он рядом, в домах православного причта, в основном на 17 линии В. О., д.70 (см. раздел «Адреса и статус»). Много позже Измайлов вернётся к месту своего детства и в 1913 году выпустит обзор памятников Смоленского православного кладбища — «Город мёртвых» с уникальными стилизованными фотографиями А. Поповского, выполненными тогда специально для данной работы.
Так, например, тяжесть существования в провинциальной глуши на железнодорожной станции «Поганый Омут» в среде выпивающих служащих, постепенно переходящих в «скотоподобное состояние» автор показал в рассказе «Светлое явление» (из провинциальных очерков) (1906). Рассказ «Вольтерианская книга», также с подзаголовком «из провинциальных очерков» (1906), на контрасте с умонастроениями тогдашней современной молодёжи описывает искреннего исправника-охранителя, узревшего крамолу в библиотечной книге немецкого писателя Шпильгагена с «революционным», с его точки зрения, названием «Вперёд» и тот ужас, который внушали его действия скромным обывателям.
Особого успеха беллетристика Измайлову не принесла, тем не менее, как писатель он творил всю жизнь. Реалист-бытописатель несколько натуралистического толка, основывающийся на позитивизме 1880-х, он уже не отвечал запросам не только читателя интеллектуального, но и просто образованного, интересующегося неореализмом с романтическими штрихами, как у Максима Горького и Куприна, символизмом Фёдора Сологуба, Дмитрия Мережковского, Александра Блока, Зинаиды Гиппиус, Валерия Брюсова и прочими веяниями тогдашней литературы, и на их фоне оказался старомоден.
Своё стихотворное творчество Измайлов представлял публике в периодике, собрав затем в книге «Стихотворения», изданной в Санкт-Петербурге в 1905 году; стихи его не выделялись в потоке творчества авторов, квазифилософски медитирующих в элегической пейзажной сфере, напоминающей элементы творений поэта-романтика К. М. Фофанова, поэта переходного от классики к модернизму периода К. К. Случевского и поэта-лирика эпохи «безвременья» конца XIX века С. Я. Надсона.
К достижениям Измайлова относится, безусловно, во-многом автобиографическая повесть «В бурсе» о пореформенном духовном заведении, но «допевающем свою лебединую песню», в которой автор видел «исторически-бытовой смысл» и выступал за сближение духовных и светских учебных заведений. Сначала называлась «На пороге жизни» и была запрещена к печати, издана позже под названием «В бурсе». Жизнь некоторых представителей духовенства в повести изображается без особого пиетета, что дало основание одному архимандриту заявить об Измайлове: «Отогрели мы змею».

#### Романист
Роман «Ураган» написан в ноябре 1905 года и содержит 61 главку. Вдохновлён событиями Первой русской революции, повествует о «роковой» любви и смуте в Империи, в «русле массовой беллетристики» тогдашнего соответствующего направления: столичный литератор Дмитрий Матвеевич Талызин возвращается в вымышленный старинный город Липянск, «замечательный только тем, что в нём нет ничего замечательного», в котором он работал преподавателем латыни и немецкого языка и уехал одиннадцать лет назад. Влюбляется в молодую вдову — красавицу Варвару Алексеевну Муромцеву (Вареньку), ухаживает за ней, она оказывается революционеркой и их отношения прерывает арест героини, а герой после проведённого у него властями обыска уезжает к себе в Петербург.
В 1911 году Измайлов принял участие в коллективном романе «Три буквы» на страницах «Синего журнала».

#### Критик и пародист
С 1898 г. по инициативе писателя и критика Иеронима Ясинского введён в состав редакции газеты «Биржевые ведомости» и с тех пор до весны 1916 года — постоянный критик-фельетонист этого издания, где вёл еженедельный критический фельетон, печатал театральные рецензии и заведовал литературно-критическим отделом. Деятельное участие принимал также в журнале «Театр и искусство». Блестящий пародист (сборники «Осиновый кол» (1915) и особенно популярный «Кривое зеркало», вышедший первым и выдержавший пять изданий до 1915 года). Поначалу был безоговорочным противником некоторых новых течений в искусстве — модернизма, эпатажного футуризма и прочего декадентства, но со временем пересмотрел свои установки и в статье 1905 года «Литературные заметки. О новом времени и новых песнях» заявил, что «за декадентством нельзя отрицать известных и несомненных заслуг».
В своих первых критических фельетонах Измайлов описывал произведения как признанных литературных мэтров, так и новые произведения беллетристов, давал биографические сведения об авторах, откликался на премьеры в театре и дебюты актёров; в литературе его кумирами были Лев Толстой, Антон Чехов, Николай Лесков. Оценки творчества других авторов могли быть противоречивы, например Брюсова, Бальмонта, Вяч. Иванова, Блока, Мережковского: некоторые их вещи критик одобрял и даже приветствовал, другие же не принимал, иногда категорически. Неустанный труд на поприще литературной критики к 1910-м годам сделал Измайлова влиятельной и уважаемой фигурой культурного пространства столицы. Критику свою он представил в четырёх серьёзных сборниках: «На переломе. Литературные размышления» (1908), «Помрачение божков и новые кумиры» (1910), «Литературный Олимп» (1911), «Пёстрые знамёна. Литературные портреты безвременья» (1913), использовав свои ранее изданные журнальные статьи и иногда газетные материалы, включающие интервью.
Особенность А. А. Измайлова как критика состояла в том, что, уступая критико-публицистическим талантом таким своим современникам, как Н. К. Михайловский, А. В. Амфитеатров, М. О. Гершензон и некоторым другим, он отличался замечательными человеческими качествами: порядочностью, вежливостью, тактичностью, деликатностью, терпимостью, стремлением и способностью понять автора, и при необходимости нелицеприятно, но корректно вести полемику и давать оценки; в результате он не только не нажил литературных врагов, но его мнение учитывали и уважали многие литераторы, в том числе самые известные и авторитетные, различных художественных школ и течений, люди с разными человеческими натурами, о чём свидетельствует, в частности, его обширная переписка, сама по себе представляющая ценный материал по истории тогдашней эпохи.

#### Драматург и библиофил
Измайлов работал и для театра: в 1907 году опубликовал пьесу «Обречённые», поставленную в том же году в театре Литературно-Художественного общества и получившую живой отклик в прессе Санкт-Петербурга; в 1909-м фельетонная пьеса антимодернистской направленности «Аукцион у Аполлона» исполнялась в кабаре театрального клуба «Кривое зеркало»; в 1916-м свет увидела пьеса «Мёртвые властвуют (Тени)», встретившая неоднозначное понимание некоторых современников: так, А. Р. Кугель принял её за пародийный образчик «чехомании».
В творчестве Измайлова проявлен интерес к «сумеречной» стороне жизни (например в рассказах «Odor mortis (Запах смерти)» и «Хиромантик» из сборника «В бурсе»). Другой чертой его личности являлись библиофильские интересы (рассказ «Библиофил»). По свидетельству П. Н. Мартынова, Измайлов любил посещать букинистов Александровского рынка, в особенности И. Базлова.

### Круг общения
Александр Алексеевич черпал информацию для своей работы не только из печатных источников: в духе того времени он много общался лично и путём переписки. Для личного общения принимал участие в следующих тогдашних литературных объединениях в Санкт-Петербурге (при этом как поэт, писатель, драматург и критик он мог участвовать в обществах различной направленности — поэтических, писательских и театральных):
- «Кружок хлопающих себя по колену» — в середине 1900-х гг., во времена первой русской революции. Среди прочих, его посещали А. И. Куприн и И. И. Ясинский. Такое название содружеству дал А. П. Каменский в письме В. В. Муйжелю от 05.06.1906[40].
- Кабаре «Бродячая собака»[41].
- Касса взаимопомощи литераторов и учёных, в 1918 г. реорганизована в Общество взаимопомощи литераторов и учёных, учреждена в 1890 году[42].
- «Вторники (воскресенья) Ясинского» — встречи писателей проходили с 1885 по 1910-е гг. Бывали, среди «довольно пёстрой публики», С. А. Есенин, Н. А. Клюев, Тэффи[43].
- «Воскресенья Розанова» — эти литературные журфиксы проходили с конца 1890-х по 1910-е гг., бывали Андрей Белый, Н. А. Бердяев, Зинаида Гиппиус, Д. С. Мережковский, В. А. Пяст, А. М. Ремизов, Ф. К. Сологуб и его супруга Анастасия Николаевна Чеботаревская и другие, члены Религиозно-философского общества, художники из «Мира искусства»[44].
- «Вечера Случевского» — кружок поэтов и поэтесс, проходили с 1904 по 1917 гг. в память умершего в 1904 году К. К. Случевского. Бывали Анна Ахматова, Александр Блок, И. А. Бунин, Ф. К. Сологуб, И. И. Ясинский и многие другие; допускались не все — у кандидата должна была быть опубликованная книга стихов и рекомендации участников кружка[45].
- Литературно-художественный кружок имени Я. П. Полонского — 1899—1917 гг., как и «вечера Случевского», был организован в память умершего в 1898 г. Полонского; непременным членом и почётной хозяйкой была Ж. А. Полонская, вдова поэта. В кружке читали доклады по литературе, публицистике, философии и проч. К 23.11.1901 кружок объединял 195 его членов, 17.12.1904 — 320, 01.04.1909 — 472. Среди литераторов были Зинаида Гиппиус, Д. С. Мережковский, И. И. Ясинский, В. П. Авенариус и другие[46].
- Общество имени А. Н. Островского — 1910—1917, создано как традиционное и антимодернистское, учитывая, к примеру, модернизм «антибытового» течения в театре В. Ф. Комиссаржевской. В 1911—1912 гг. включало 398 членов[47].
- Санкт-Петербургское литературное общество (СЛО) — 1907—1911 гг., в 1910-м в СЛО входил 431 член, среди них: Лидия Чарская, Л. Н. Андреев, Н. А. Бердяев, А. А. Блок, П. Д. Боборыкин, В. Д. Бонч-Бруевич, З. Н. Гиппиус, С. М. Городецкий, Вера Засулич, А. М. Коллонтай, Д. Н. Мамин-Сибиряк, Д. С. Мережковский, литературовед и лингвист Д. Н. Овсянико-Куликовский, И. Н. Потапенко, К. И. Чуковский и др. По воспоминаниям М. К. Соколовского: «… в нем сплотились только оппозиционные, либеральные элементы, а все пахнущее черносотенством „Нового времени“ или антисемитизмом „Веча“ изгонялось дрекольем и вилами»[48].
- «Страда» — осень 1915—1917 г., содействовало развитию и процветанию народной литературы. Председателем был И. И. Ясинский, а товарищем председателя — С. М. Городецкий, которого потом сменил А. А. Измайлов[49].
- «Вечеринки Фидлера» — 1890—1910-е гг. — проводились раз в год на день рождения Ф. Ф. Фидлера; Измайлов как посетитель упоминается в дневнике хозяина и в записках современников[50].
- «Вечера Щеглова» — проходили в конце XIX — нач. XX в. на квартире И. Л. Щеглова (Леонтьева)[51].

Сам Измайлов проводил у себя на квартире свои «воскресенья», которые посещали уже упомянутый Щеглов, М. Н. Альбов, К. С. Баранцевич, А. Е. Зарин.

### От критика к литературоведу
В качестве литературоведа — автора литературно-исторических работ Измайлов стал известен сначала критико-биографическими очерками к собраниям сочинений ряда авторов: так, очерк к сочинениям Вс. С. Соловьева (СПб, изд. Н. Ф. Мертца, 1904) он написал уже через 6 лет с начала своей деятельности как критика, затем были выполнены работы к сочинениям П. И. Мельникова-Печерского (ПСС, 2-е изд., СПб, т-во А. Ф. Маркс, 1909), И. К. Леонтьева-Щеглова, А. И. Левитова (СПб, «Просвещение», 1911). После очерков последовала книга «Чехов. 1860—1904. Биографический набросок» (1916) и почти оконченный большой труд «Лесков и его время» (1921), остававшийся долгое время в рукописи. В чеховедении книга Измайлова «Чехов. 1860—1904…» считается первой монографической биографией Антона Павловича, хотя есть и другие мнения: например исследовательница Н. Ф. Иванова первым биографом считает младшего брата Чехова — Михаила Павловича, опубликовавшего в 1905 году в «Журнале для всех» воспоминания.
Тему Чехова Измайлов начинает разрабатывать с 1906 года, а в 1907 он публикует в «Биржевых ведомостях» статьи «Роман Антона Чехова» и «Чехов и Лейкин»; большую статью о Чехове он включил в критический сборник «Литературный Олимп» (1911). В книге о Чехове 16 глав, первые 13 содержат биографию, а оставшиеся 3 итожат сказанное в биографии.
Опубликованная книга вызвала большой интерес у читателей, и некоторые из них, кто лично был знаком с Чеховым, стали присылать Измайлову письма с указанием на неточности и лакуны в биографии. В связи с этим автором было задумано переиздание исправленной и дополненной книги и он отдал в семью Чехова печатный экземпляр с просьбой внести исправления. Эта работа была выполнена и автор биографии подготовил второе издание, но из-за революционных событий в России 1917 года книга издана не была; она с примечаниями Чеховых: Марии Павловны, Михаила Павловича, Ивана Павловича и А. А. Измайлова хранится в рукописном отделе Пушкинского Дома.

### Первая мировая война и «Биржевые ведомости»
Война внесла коррективы в работу газеты: редакционная политика изменилась в части тематики, содержания разделов и художественно-эстетической программы. Сказались и требования госорганов: в июне 1915 года Измайлов в письме Фёдору Сологубу сообщал, что «Цензура требует, чтобы писали о Германии, как враги»; это соответствовало и позиции издателя, статского советника С. М. Проппера, австрийского подданного, который тем не менее был ярым патриотом политики Российской Империи. Как зав. литотделом, Измайлов и в газетных материалах, и в личных письмах просил писателей присылать в редакцию фельетоны о войне, рождественские рассказы, затрагивающие тогдашние события. Со своей стороны, он помещал обзоры, отражающие и анализирующие мысли литераторов о войне, называл неудачными военные работы М. Арцыбашева, Л. Андреева, М. Кузмина, В. Ленского, Б. Лазаревского, отмечая потворство читательскому кругу, неправдоподобие и истеричность материалов; несогласие с ним по этому вопросу выразил Ф. Сологуб.
Газета стала массовым изданием, публикующим как профессиональных авторов, так и обычных солдат, прапорщиков и офицеров, священнослужителей и врачей; к печати материалы отбирали сотрудники газеты И. Ясинский, А. Чеботаревская, А. Измайлов и другие. Александр Алексеевич начинает заниматься и политическими проблемами, например в письмах писателям задаёт вопрос об их отношении к союзу России и Великобритании; затем стали опрашивать духовенство и общественно-политических деятелей. Инициативу Измайлова подхватили Л. Андреев, М. Горький и Ф. Сологуб, подняв еврейский вопрос — против антисемитизма в обществе. Профессиональные отношения с Измайловым поддерживал А. И. Куприн до тех пор, пока не заключил контракт с «Русской волей». В апреле 1916 года Александр Алексеевич покинул «Биржевые ведомости» в связи в переходом в «Петроградский листок», где он стал главным редактором.

### Революционная эпоха
Февральскую революцию 1917 года Измайлов встретил редактором «Петроградского листка» (с весны 1916), который после Октябрьской революции остался чуть ли не единственным «независимым изданием». Это любимое чтиво дворников, швейцаров, мелких лавочников, извозчиков и им подобных (по выражению А. В. Амфитеатрова) Александр Алексеевич постепенно реформировал с самого начала своего редакторства, рассылая — во-многом пользуясь своим авторитетом и широкими знакомствами в литературной среде — приглашения к сотрудничеству известным литераторам. Его затея удалась и бульварная газета превратилась в солидный литературный орган, печатающий произведения А. И. Куприна, В. Ф. Боцяновского, П. П. Гнедича, Д. С. Мережковского, Ф. К. Сологуба, Вас. Ив. Немировича-Данченко, А. В. Амфитеатрова, а после Октябрьской революции и публицистов из закрытых большевиками больших газет.
Редактор занял антибольшевистскую позицию, публикуя материалы соответствующей направленности, как свои, так и других литераторов. Советская власть, в свою очередь, оказывала на газету прямое материальное давление и к концу лета 1918 года «Петроградский голос» (так он стал называться вместо «Листка») уже имел существенные долги, включая невыплаченные гонорары — Измайлов писал Фёдору Сологубу о штрафе в 5 миллионов, поэтому газету пришлось закрыть, последним выпуском был № 147; Александр Алексеевич ещё надеялся на возобновление издания с помощью нового платёжеспособного компаньона, но тщетно; правда, ещё 22 ноября 1917 года А. С. Лазарев-Грузинский в письме к нему выразил надежду, что лет через 50 газета возродится, что и произошло, но через 104 года и в онлайн-формате.

### Закат
Начиная с осени 1918 года жизнь Измайлова становилась всё тяжелее и в материальном и в духовном отношении: зарабатывал чем придётся — читал лекции в кинотеатрах перед сеансами, в Институте журналистики, основанном в Петрограде в 1918 г., в красноармейских и рабочих аудиториях, был руководителем литературного кружка в клубе Балтфлота, писал статьи, но публиковались они нечасто, сотрудничал в журнале «Вестник литературы», публикуя заметки в рубрике «Что делается в литературе», продолжал работать над трудом о писателе Лескове; на его глазах в литературном мире рушилось всё, чему он служил всю свою жизнь — «… Была русская литература, и нет её. Возникнет, воскреснет, не может умереть, — но увидите ли вы, увижу ли я день её воскресенья?». 28 июня 1918 года писал В. В. Розанову в Сергиев Посад о голоде в Петрограде, трудностях с хлебом, о том, что ходит по Смоленскому кладбищу и буквально ест завязи акации….
В день своих именин 30 августа 1920 года Измайлов в письме сообщил Иерониму Ясинскому о приобретённой недавно психологической болезни — «одышке воспоминаний», а 9 декабря 1920 написал ему же, что заболел физически — ложной грудной жабой на почве невроза: Измайлов не принял Октябрьскую революцию с её политическим режимом и до последних дней надеялся на возвращение прежнего строя через контрреволюцию. Один из посетителей был у Александра Алексеевича в конце зимы 1921 года, за месяц до его ухода из жизни, и застал того в плохом самочувствии, не могущим долго сидеть и потому лежащим одетым во френче, старом пальто и валенках на кровати. Случались и просветы, кроме того, до последнего дня он работал: В. Ф. Боцяновский буквально за несколько часов до кончины Измайлова возвращался с ним из Института журналистики, где они преподавали молодёжи газетное мастерство, и помнит Александра Алексеевича оживлённым, весёлым и шутящим.
Погребён на Смоленском православном кладбище, где когда-то служил дьяконом его отец: «На похоронах присутствовали: Фёдор Сологуб, Иероним Ясинский и профессор Сперанский. Гроб был опущен в полном молчании: Александр Алексеевич завещал на могиле ничего не говорить». Могила не затерялась: в книге «Переписка с современниками» опубликованы две фотографии петербургского краеведа С. Бабушкина — фигурный металлический крест, у подножия которого светлая мраморная доска с надписью «Я жил, я мыслил, я прошел как дым. Александр Алексеевич Измайлов, 1921 г.». Дощечку с этой надписью Измайлов подготовил сам, взяв понравившуюся ему строчку из стихотворения В. Я. Брюсова «В дни запустений» (1899) — «Я был, я мыслил, я прошел как дым», и хранил её в письменном столе.

## Семья
- Родители: Алексей Петрович и Елизавета Андреевна Измайловы[79].
- Брат — Алексей, наследник архива Александра[80] (1871 — ?), в 1900 г. — классный надзиратель в Александро-Невском духовном училище[81], в 1928 г. — священник Смоленского кладбища[82].
  - Племянницы (дочери брата Алексея)[82]: Ариадна (1904 — ?), в 1928 г. артистка эстрады; Муза (17.11.1905[83] — ?)[84]; Татьяна (1907 — ?), в 1928 г. студентка; .
- Жена — Клавдия Владимировна («Клодина») (в девичестве де Планьи; во втором браке — Измайлова; 1877—после 1941?) — после революции 1917 г. эмигрировала во Францию; вернулась в СССР в 1934 г. В августе 1941 г. в Ленинграде арестована, дальнейшая судьба неизвестна[85].

## Адреса и статус
- Невский пр., д.179 — в 1900 — кандидат богословия[86], Александро-Невское духовное училище, Обводный, 15 — преподаватель географии, надворный советник[87], «Биржевые ведомости», сотрудник[88].
- В. О., Камская ул., д.18 (дом причта Смоленского православного кладбища) — в 1901, 1903 — потомственный почётный гражданин, литератор[89][90].
- В. О., Камская ул., д.20 (дом причта Смоленского православного кладбища) — в 1914 — в Постоянной комиссии, состоящей при Императорской академии наук для пособия нуждающимся учёным, литераторам и публицистам. Литератор[91].
- В. О., 17-я линия, д.70 (доходный дом Смоленского православного кладбища) — в 1902 — потомственный почётный гражданин, литератор[92], в 1906 — потомственный почётный гражданин, «Биржевые ведомости», литератор[93], в 1912, 1913, 1915, 1916 — в Постоянной комиссии, состоящей при Императорской академии наук для пособия нуждающимся учёным, литераторам и публицистам. Литератор[94][95][96][97].
- Екатерининский канал, д.10 — в 1917 — редактор газеты «Петроградский листок», в Постоянной комиссии, состоящей при Императорской академии наук для пособия нуждающимся учёным, литераторам и публицистам. Литератор[98]. По свидетельству Ф. Ф. Фидлера от 31.08.1916 г.: «… Измайлов отмечал не только свои именины, не только серьёзное повышение по службе, но и новую квартиру (Екатерининский канал, 10, кв.7, впрочем, он сохраняет за собой квартиру у Смоленского кладбища»); на Екатерининском канале Измайлов проживал чуть больше двух лет — с лета 1916 до середины августа 1918 г.[99]

## Сочинения

### Прижизненные издания
- Черный ворон. — 2-е изд., СПб., 1903.
- В бурсе. (Бытовая хроника в двух частях). — СПб., 1903.
- Рыбье слово. Повести и рассказы — СПб., 1903.
- Стихотворения. — СПб., 1905.
- Осени мертвой цветы запоздалые. Рассказы — СПб., 1906.
- На переломе. Литературные размышления — СПб., 1908.
- Кривое зеркало. Пародии и шаржи — СПб., 1908.
- Ураган. Роман. Рассказы. — М., 1909.
- Помрачение божков и новые кумиры. Книга о новых веяниях в литературе. — М., 1910.
- Литературный Олимп. Характеристики, встречи, портреты, автографы. — М., 1911.
- Мистические рассказы — СПб., 1912.
- Рассказы — СПб., 1912.
- Кривое зеркало. Пародии и шаржи — 2-е изд., СПб., 1912.
- Избранные рассказы — СПб., 1913.
- Город мёртвых (некрополь Смоленского кладбища в СПб) — СПб., 1913.
- Пестрые знамена. Литературные портреты безвременья. — М., 1913.
- Кривое зеркало. Пародии и шаржи — 4-е изд., СПб., 1914.
- Мираж на болоте. Теперь, когда ее нет. Барышня из старого дома — М., 1914.
- Юморист. Товарищ. Слабый пол. — 2-е изд., М., 1915.
- Осиновый кол. Книга пародий и шаржа. (2-й томик «Кривого зеркала»). — Пг., 1915.
- Мертвые властвуют. («Тени».) Драма в 4-х действиях — Пг., 1916.
- Чехов. 1860—1904. Биографический набросок — М., 1916.
- Обреченные. Пьеса в 4-х действиях. — СПб.

### Посмертные издания

#### В текстовом формате
- Александр Измайлов. Кривое зеркало: Книга пародии и шаржа / Подг. текста, вступ. ст., коммент. Е. В. Хворостьяновой. — Научное издание. — СПб.: Издательство Ивана Лимбаха, 2002. — 336 с. — 1,000 экз. — ISBN 5-89059-023-5.
- А. А. Измайлов. Лесков и его время // Н.С. Лесков: классик в неклассическом освещении (сборник) / ИРЛИ (Пушкинский дом) РАН / О. Л. Фетисенко, А. С. Александров, предисл. В. Котельникова. — СПб.: "Владимир Даль", 2011. — 587 с. — ISBN 978-5-93615-104-0.
- Переписка В. В. Розанова и А. А. Измайлова (1918). Публикация и комментарии А. С. Александрова // "Наше наследие" : Культурно-исторический журнал  / В. П. Енишерлов. — М., 2016. — № 116. — С. 64—73. — ISSN 0234-1395.
- А. А. Измайлов. Переписка с современниками / Сост., вступ. ст. А. С. Александрова; предисл., подгот. текстов и примеч. А.С. Александрова и др. — научное издание. — СПб.: "Пушкинский Дом", 2017. — 728 с. — 500 экз. — ISBN 978-5-91476-080-6.
- Измайлов Александр Алексеевич. Стихотворения (репринт оригинального экземпляра издательства "Санкт-Петербург. Типография Литография "Энергия"", 1905 год). — М.: "Книга по требованию", 2023. — 172 с. — ISBN 978-5-519-86894-5.
- Измайлов Александр Алексеевич. В бурсе. Бытовая хроника в 2 частях (репринт оригинального экземпляра издательства "Санкт-Петербург. И.Л. Тузов", 1903 год). — М.: "Книга по требованию", 2023. — 172 с. — ISBN 978-5-519-86894-5.

#### В электронном аудиоформате
- Рассказы «После 12 ночи», «Барышня из старого дома»: исполнитель (чтец) Наталья Беляева, 2020 г., предлагалась на маркетплейсе Ozon.
- Рассказы «Мираж на болоте», «Теперь, когда её нет»: исполнитель (чтец) Наталья Беляева, 2020 г., предлагалась на маркетплейсе Ozon.